# Isaac Hayden
Isaac Hayden, né le 22 mars 1995 à Chelmsford en Angleterre, est un footballeur international jamaïcain qui évolue aux postes de défenseur et milieu de terrain au Newcastle United.

## Biographie
Le 11 octobre 2016, Hayden joue son premier match avec l'équipe d'Angleterre espoirs lors d'un match comptant pour les éliminatoires de l'Euro espoirs 2017 face à la Bosnie-Herzégovine (victoire 5-0).
Après avoir représenté l'Angleterre dans différentes sélections jeunes de 2011 à 2016, Isaac Hayden contacte la Fédération Jamaïcaine de Football pour faire part de son désire de rejoindre la sélection en vue de la Coupe du Monde 2022. Finalement, il change de nationalité sportive le 9 novembre 2024, et est appelé pour la première fois par la Jamaïque pour une double confrontation face aux États-Unis en quart de finale de Ligue des nations.

## Statistiques
| Saison                | Club                       | Championnat           | Championnat | Championnat | Coupe(s) nationale(s) | Coupe(s) nationale(s) | Total | Total |
| Saison                | Club                       | Division              | M.          | B.          | M.                    | B.                    | M.    | B.    |
| 2013-2014             | Arsenal FC                 | Premier League        | -           | -           | 1                     | 0                     | 1     | 0     |
| 2014-2015             | Arsenal FC                 | Premier League        | -           | -           | 1                     | 0                     | 1     | 0     |
| Sous-total            | Sous-total                 | Sous-total            | -           | -           | 2                     | 0                     | 2     | 0     |
| 2015-2016             | Hull City (prêt)           | Championship          | 18          | 1           | 6                     | 0                     | 24    | 1     |
| 2016-2017             | Newcastle United           | Championship          | 33          | 2           | 5                     | 0                     | 38    | 2     |
| 2017-2018             | Newcastle United           | Premier League        | 26          | 1           | 3                     | 0                     | 29    | 1     |
| 2018-2019             | Newcastle United           | Premier League        | 25          | 1           | 3                     | 0                     | 28    | 1     |
| 2019-2020             | Newcastle United           | Premier League        | 29          | 1           | 6                     | 0                     | 35    | 1     |
| 2020-2021             | Newcastle United           | Premier League        | 24          | 0           | 3                     | 1                     | 27    | 1     |
| 2021-2022             | Newcastle United           | Premier League        | 14          | 1           | -                     | -                     | 14    | 1     |
| Sous-total            | Sous-total                 | Sous-total            | 151         | 6           | 20                    | 1                     | 171   | 7     |
| 2022-2023             | Norwich City (prêt)        | Championship          | 14          | 0           | -                     | -                     | 14    | 0     |
| 2023-2024             | Standard de Liège (prêt)   | Pro League            | 10          | 0           | 1                     | 0                     | 11    | 0     |
| 2023-2024             | Queens Park Rangers (prêt) | Championship          | 17          | 0           | -                     | -                     | 17    | 0     |
| 2024-2025             | Portsmouth FC (prêt)       | Championship          | 17          | 0           | -                     | -                     | 17    | 0     |
| Total sur la carrière | Total sur la carrière      | Total sur la carrière | 227         | 7           | 29                    | 1                     | 256   | 8     |

## Palmarès

### En club
- Newcastle United
  - Champion d'Angleterre de deuxième division en 2017.